# Boulevard Depo
Артем Сергійович Кулик (нар. 1 червня 1991 року, Уфа, СРСР), більш відомий під псевдонімом Boulevard Depo — російський хіп-хоп виконавець, автор  пісень, творець об'єднання YungRussia.

## Біографія
Родом із Уфи, частину дитинства провів у Комсомольську-на-Амурі. У 2009 році він розпочав свою музичну кар'єру, записуючи музику в Москві та випустивши кілька студійних альбомів і співпрацював протягом наступних років, які продавалися через російське відділення Warner Music Group. У 2020 році вийшов сьомий студійний альбом Old Blood, який дебютував у десятці найкращих на Eesti Tipp-40, зробивши його найбільш продаваним альбомом російського виконавця протягом тижня на естонській землі. Альбом, просуваний однойменним туром із датами в Росії, Білорусі та Україні, увійшов до 18 найуспішніших записів на VK Music, другій за величиною російській потоковій платформі протягом року, і зробив репера п’ятим найпопулярнішим виконавцем-чоловіком на Spotify на території Росії у 2020 році після його запуску в липні. Подібні виступи були в Білорусі та Україні, де Old Blood був відповідно 1  альбомом з найбільшою кількістю стримів, накопичених за той же період часу.

## Дискографія

### Студійний альбом
- 2014 - Rapp
- 2015 - Otricala
- 2016 - Плакшері (з фараоном)
- 2016 - Rare Gods 2
- 2017 - Sweet Dreams
- 2018 - Rapp2
- 2020 - Old Blood
- 2021 - QWERTY Lang (з SP4K)

### EP
- 2015 - Paywall (з Pharaoh)
- 2016 - Rare Gods, Vol. 1
- 2017 - Sport
- 2019 - Stay Ugly
- 2021 - Омофор (з Джимбо)

### Сингли
- 2014 - OCB Smoking Raw
- 2019 - Виход силой
- 2020 - Катафалк
- 2020 - Angry toys
- 2020 - X2
- 2020 - Off Top
- 2021 - V.O.L.K.
- 2021 - Manhunt

### Співпраця
- 2016 - Champagne Squirt

## Примітка
1. 1 2  Moghadam M. Genius — 2009.
2. ↑  https://www.vogue.ru/peopleparties/news/kirill_rikhter_malbek_cream_soda_i_drugie_talantlivye_molodye_muzykanty
3. ↑  https://meduza.io/feature/2020/05/29/krizis-est-i-ot-nego-slozhno-otnekivatsya
4. 1 2 3  Boulevard Depo // Discogs — 2000.
5. ↑  Сертоловский токсик // Звук — 2023.
6. ↑  Boulevard Depo: дорогой и фантастически печальный — Рамблер
7. ↑  Молодые и перспективные: 11 артистов, которые изменят русский рэп — Rap.ru
8. ↑  Кто есть кто в YUNGRUSSIA. Гид по московскому шоукейсу молодых и дерзких — The Flow
9. ↑  От «Антихайпа» до YungRussia: Словарь нового русского рэпа — The Village
10. 1 2  «Нас уважают за то, что мы топили за свое»: интервью Boulevard Depo (рос.). 18 maggio 2018.
11. ↑  Boulevard Depo — об альбоме «Old Blood», Уфе, новой школе и русской истории «Для кого-то я отец русского рэпа, а для кого-то — „покажите паспорт“» (рос.). 18 giugno 2020.
12. ↑  EESTI TIPP-40 MUUSIKAS: Reket paugutas endale uue number ühe (ест.).
13. ↑  Boulevard Depo. Тур 2021. «Old Blood Tour» (рос.). Архів оригіналу за 17 квітня 2021. Процитовано 3 травня 2022.
14. ↑  Spotify's Russian Push Targets New Market With Considerable Growth Potential (англ.). 14 luglio 2020.
15. ↑  ВКонтакте подводит музыкальные итоги года: саундтрек самоизоляции, лучший артист и подкаст года (рос.). 11 dicembre 2020.
16. ↑  Триумф русского рэпа и музыка для спокойствия: самые популярные песни и артисты 2020 года по версии Spotify (рос.). 1º dicembre 2020.
17. ↑  Spotify назвал самых популярных исполнителей у белорусов в 2020 году (рос.). 1º dicembre 2020. Архів оригіналу за 17 квітня 2021. Процитовано 3 травня 2022. [Архівовано 2021-04-17 у Wayback Machine.]
18. ↑  Spotify назвал самые популярные песни и исполнителей в Украине (рос.). 2 dicembre 2020.

## Інші проєкти
- Wikimedia Commons contiene immagini o altri file su Boulevard Depo